# Stazione meteorologica di Santo Stefano di Cadore
La stazione meteorologica di Santo Stefano di Cadore è la stazione meteorologica di riferimento relativa alla località di Santo Stefano di Cadore.

## Coordinate geografiche
La stazione meteorologica è situata nell'Italia nord-orientale, nel Veneto, in provincia di Belluno, nel comune di Santo Stefano di Cadore,  a 908 metri s.l.m. e alle coordinate geografiche 46°20′N 12°20′E.

## Dati climatologici
Secondo i dati medi del trentennio 1961-1990, la temperatura media del mese più freddo, gennaio, si attesta a -6,4 °C, mentre quella del mese più caldo, luglio, è di +16,7 °C .
| Santo Stefano di Cadore | Mesi  | Mesi | Mesi | Mesi | Mesi | Mesi | Mesi | Mesi | Mesi | Mesi | Mesi | Mesi | Stagioni | Stagioni | Stagioni | Stagioni | Anno |
| Santo Stefano di Cadore | Gen   | Feb  | Mar  | Apr  | Mag  | Giu  | Lug  | Ago  | Set  | Ott  | Nov  | Dic  | Inv      | Pri      | Est      | Aut      | Anno |
| ----------------------- | ----- | ---- | ---- | ---- | ---- | ---- | ---- | ---- | ---- | ---- | ---- | ---- | -------- | -------- | -------- | -------- | ---- |
| T. max. media (°C)      | −1,6  | 4,1  | 8,4  | 12,5 | 17,5 | 21,2 | 23,6 | 23,6 | 20,8 | 14,3 | 5,3  | −1,0 | 0,5      | 12,8     | 22,8     | 13,5     | 12,4 |
| T. min. media (°C)      | −11,3 | −8,4 | −3,9 | 0,2  | 4,5  | 8,3  | 9,8  | 9,6  | 7,0  | 2,5  | −2,3 | −8,6 | −9,4     | 0,3      | 9,2      | 2,4      | 0,6  |